# Kallskänka

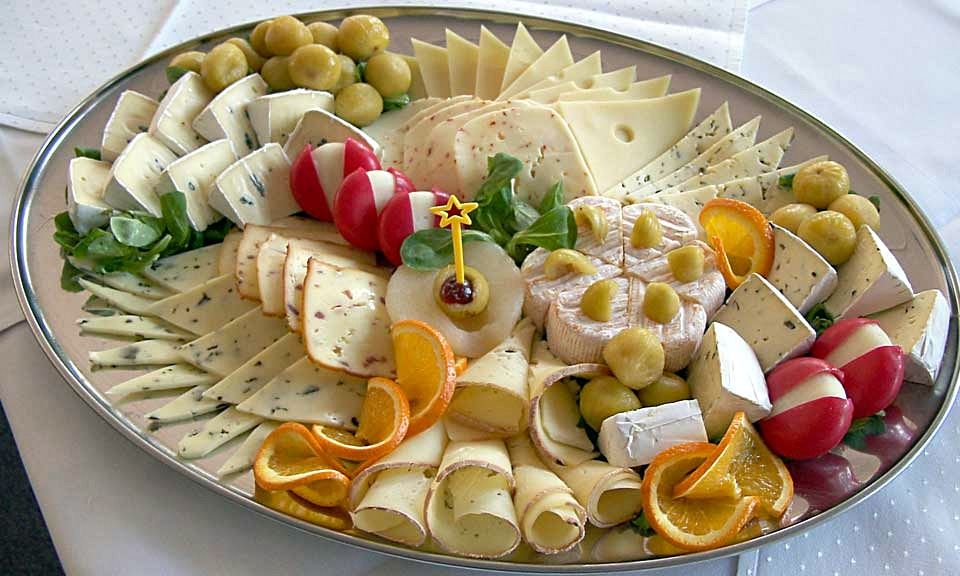
En ostbricka tillhör kallskänkans ansvarsområde.

En kallskänka (franska: garde manger, tyska: Kaltmamsell) är en yrkestitel på en person som tillagar kalla rätter, exempelvis förrätter, sallader och efterrätter inom hotell- och restaurangnäringen, storkök, provkök, butik eller livsmedelsindustrin. Arbetsplatsen kan vara allt från ett kafé eller en restaurang till ett stort konferenshotell eller passagerarfartyg. 

## Arbetssätt
Eftersom den mat en kallskänka tillagar inte utsätts för värme som dödar mikroorganismer, blir hygien särskilt viktig. Detta inkluderar bland annat att använda förkläde och kökssnibb samt arbetskläder.

## Utbildning
I Sverige finns grundläggande utbildning till kallskänka bland annat inom gymnasieskolan på Restaurang- och livsmedelsprogrammet, inriktning kök och servering. Det finns även utbildningar inom kvalificerad yrkesutbildning på eftergymnasial nivå eller inom komvux.

### Fotnoter
1. ↑  ”Kallskänka”. Arbetsförmedlingen. Arkiverad från originalet den 1 maj 2016. https://web.archive.org/web/20160501230829/http://www.arbetsformedlingen.se/For-arbetssokande/Yrke-och-framtid/Yrken-A-O.html. Läst 3 maj 2016.